# Enrumsprivilegium
Enrumsprivilegium avser den rätt som en frihetsberövad person har att få träffa och samråda med sin advokat i enrum, utan övervakning av staten.
Enrumsprivilegiet är av fundamental betydelse för frihetsberövade personer. Syftet är att kontakten mellan den frihetsberövade personen och försvararen ska kunna omfattas av konfidentialitet.
Privilegiet gäller även när den frihetsberövade har belagts med restriktioner i sina kontakter med omvärlden. Det medför höga krav på omdöme och ansvar för advokaten att följa god advokatsed under och efter samrådan med klienten så att syftet med eventuella restriktioner inte går förlorade.

## I Sverige
I Sverige är enrumsprivilegiet för frihetsberövade personer (gripen, anhållen eller häktad) reglerat i rättegångsbalken.
| ”                                     | Om den misstänkte har rätt att träffa sin försvarare ska det få ske i enrum. | „ |
| – Rättegångsbalken 21 kap. 9 § 2 st., |                                                                              |   |

Den advokat som, i strid mot god advokatsed, missbrukar enrumsprivilegiet och medverkar till otillåten kommunikation riskerar uteslutning ur Advokatsamfundet.